# Naum Rabiczew
Naum Natanowicz Rabiczew (Zajdenszner) (ros. Наум Натанович Рабичев (Зайденшнер), ur. 1898 w Żytomierzu, zm. 1938 w Moskwie) – radziecki działacz partyjny i związkowy.

## Życiorys
W 1914 wstąpił do SDPRR(b), po rewolucji październikowej i powstaniu Armii Czerwonej został komisarzem 7 Dywizji Piechoty, później zastępcą szefa Zarządu Politycznego Wojsk Ukrainy i Krymu, a w 1920 zastępcą szefa Wydziału Politycznego 12 Armii. Później działał we Wszechukraińskiej Republikańskiej Radzie Związków Zawodowych m.in. jako kierownik wydziału kultury, do 1930 kierował Zarządem Sztuki Ludowego Komisariatu Oświaty Ukraińskiej SRR, jednocześnie od 29 listopada 1927 do 18 stycznia 1934 wchodził w skład Komisji Rewizyjnej KP(b)U. Od sierpnia 1930 do 1934 był zastępcą kierownika Wydziału Kultury i Propagandy KC WKP(b), od 10 lutego 1934 członkiem Komisji Kontroli Partyjnej przy KC WKP(b) i od kwietnia 1934 kierownikiem Wydawnictwa Partyjnego KC WKP(b), we wrześniu 1935 został dyrektorem Centralnego Muzeum Lenina, od maja do sierpnia 1937 był I zastępcą przewodniczącego, później przewodniczącym Wszechzwiązkowego Komitetu ds. Sztuki przy Radzie Komisarzy Ludowych ZSRR. Zastrzelił się.